# Vasile Stângă
Vasile Stîngă (n. 21 ianuarie 1957, Hunedoara, Hunedoara, România) este un fost handbalist român, care a făcut parte din lotul echipei naționale de handbal a României, medaliată cu bronz olimpic la Moscova 1980 și Los Angeles 1984. 
A marcat 1414 goluri pentru echipa României fiind pe locul 1 în clasamentul all-time al României.

## Cariera de jucător
Vasile Stîngă a fost descoperit de antrenorul Iuliu Voinea, cel care l-a observat în timpul unei selecții făcute la nivelul școlii la care învăța Stîngă în clasa a cincea. Criteriul de selecționare a fost aruncarea mingii de oină, iar Stîngă, cunoscut pentru forța cu care arunca mingea, a fost acceptat la handbal și a ajuns în scurt timp la Clubul Sportiv Școlar Constructorul.
De la acest club școlar, Stîngă a ajuns la Metalul Hunedoara. Deși a jucat și fotbal, evoluând într-o partidă din Divizia C, Vasile Stîngă a ales până la urmă handbalul, avându-i ca idoli pe Gheorghe Gruia și pe Ștefan Birtalan, ambii interi. A rămas la Hunedoara până în 1977, când patru cluburi au încercat să-l aducă în curtea lor pe cel care deja impresiona la lotul de juniori al României. Până la urmă, a ajuns la Steaua București, club la care va cunoaște marea performanță: de zece ori campion al României, de patru ori Cupa, ajungând și la echipa națională de handbal a României.
Alături de „tricolori”, Vasile Stîngă reușește mari reușite : va câștiga de două ori Campionatele Mondiale Universitare (în 1981 și 1985), va cuceri de două ori bronzul la Jocurile Olimpice, mai întâi la Moscova, în 1980, iar apoi peste patru ani, la Los Angeles. Este golgheterul Campionatului Mondial din 1982, desfășurat în Germania de Vest, cu 65 de goluri și declarat, în același an, cel mai bun inter stânga din lume.
În 1983, Vasile Stângă a reușit să câștige alături de echipa României, Supercupa Mondială, o competiție în a cărei finală România a învins Rusia. Pentru această performanță, Nicolae Ceaușescu, foarte încântat de înfrângerea rușilor din ultimul act, l-a recompensat pe Vasile Stîngă cu 12.000 de lei.
În anul 1988, avea să fie numit maestru emerit al sportului, iar un an mai târziu ajungea cu Steaua în finala Cupei Campionilor Europeni la handbal masculin, pierdută la Minsk, scor 37-23, după ce sovieticii de la SKA fuseseră învinși la București la doar 6 goluri, scor 30-24. În returul din URSS, doar Vasile Stîngă și Marian Dumitru, marcatori a 18 goluri împreună, au jucat la un nivel mai ridicat.
În același an, Stîngă părăsea România cu destinația Spania, acolo unde avea să semneze cu Avidesa Valencia, club la care avea să fie coleg cu un alt român, Maricel Voinea. Alături de această echipă, Vasile Stîngă își trecea un nou titlu în palmares, Cupa Spaniei. În finală, adversara a fost FC Barcelona, o echipă mult mai puternică decât Avidesa, fiind câștigătoarea Cupei Campionilor Europeni. După un meci dramatic, cu două reprize de prelungiri, scorul părea să rămână egal, însă cu câteva secunde înainte de ultimul fluier, Vasile Stîngă a fost faultat în semicerc, nimeni nu a avut curajul să bată acel șapte metri. A luat mingea, a aruncat și a marcat, aducând trofeul la Valencia.
Datorită acestui succes, Stîngă și colegii săi au fost declarați cetățeni de onoare ai orașului Valencia. Cariera lui Stîngă s-a încheiat la 35 de ani, în anul 1992, după ce a suferit o gravă accidentare: ruptură de ligamente la genunchi.

## După retragere
După retragerea din activitatea de handbalist, Stîngă a îmbrțișat-o pe cea de antrenor. A urmat o scurtă pauză, timp în care s-a ocupat cu afaceri, iar apoi a revenit la meseria de antrenor la Steaua. La doar doi ani de la preluarea echipei bucureștene, Vasile Stîngă a cucerit cu aceasta Cupa Challenge, învingând în finală formația portugheză SC Horta.
A părăsit Steaua în 2006, revenind în antrenorat la începutul anului 2008, când a preluat una din rivalele Stelei, HCM Constanța. Nu a stat decât pentru puțin timp la formația de la malul mării, deoarece a pierdut finala Cupei României din 2008 chiar împotriva Stelei și nu a reușit să își îndeplinească obiectivul.
În octombrie 2008, a preluat formația Energia Pandurii Târgu-Jiu, pe care a anunțat că intenționează să o părăsească mai apoi la finele sezonului, deoarece echipa nu dispunea de resurse pentru a se lupta pentru un loc de cupe europene. Până la urmă, la finalul lunii mai 2009, Stîngă și-a dat acordul de a continua cu aceasta și în sezonul următor.

## Palmares

### Cu echipe
- Campion al României (de 10 ori): 1979, 1980, 1981, 1982, 1983, 1984, 1985, 1987, 1988, 1989
- Cupa României (de 2 ori): 1981, 1985
- Medaliat cu bronz la Jocurile Olimpice (de 2 ori): 1980 (Moscova), 1984 (Los Angeles)
- Câștigător al Supercupei Mondiale (o dată): 1983
- Câștigător al Campionatelor Mondiale Universitare (de două ori): 1981, 1985
- Finalist în Liga Campionilor (o dată): 1989
- Câștigător al Cupei Spaniei (o dată): 1992
- Câștigător al Cupei Challenge (ca antrenor, o dată): 2006

### Individual
- Cel mai bun inter stânga din lume (o dată): 1982
- Golgheter al Campionatului Mondial de Handbal (o dată): 1982
- Selecționat în echipa lumii (de 4 ori)[2]
- Maestru Emerit al Sportului: în 1988
- Cetățean de Onoare al orașului Valencia: 1992
- Medalia Națională "Serviciul Credincios", clasa a III-a: 2000

## Distincții
- Ordinul „Meritul Sportiv” clasa a III-a (15 aprilie 1981) „pentru rezultatele deosebite obținute la Jocurile olimpice de vară de la Moscova — 1980, precum și pentru contribuția adusă la dezvoltarea activității sportive și la creșterea prestigiului sportului românesc pe plan internațional”[3]